# Capo di Ponte
Capo di Ponte (im camunischen Dialekt Co de Pút) ist eine Gemeinde in der Provinz Brescia in der Lombardei mit 2303 Einwohnern (Stand 31. Dezember 2023).
Der Ort liegt im mittleren Valcamonica in der Nähe der Felsritzungen des Valcamonica. Die Nachbargemeinden sind Cedegolo, Ceto, Cimbergo, Ono San Pietro, Paisco Loveno, Paspardo und Sellero.

## Kultur
Beim Ort liegen der Parco nazionale delle incisioni rupestri di Naquane, der Parco archeologico nazionale dei Massi di Cemmo sowie der Parco archeologico comunale di Seradina-Bedolina mit prähistorischen Felsbildern, welche zum UNESCO-Welterbe gehören.
Mit der Pieve di San Siro steht die älteste erhaltene Kirche des Valcamonica auf einem Felsvorsprung etwas oberhalb von Capo di Ponte (Ortsteil Cemmo). Sie stammt aus dem 11. oder 12. Jahrhundert.